# Corsa dei carri (San Martino in Pensilis)
La Corsa dei carri, anche detta Carrese, è una gara di velocità tra due o più carri trainati da coppie di buoi che si svolge ogni anno a San Martino in Pensilis il 30 aprile, in concomitanza con i festeggiamenti per il Santo patrono del paese "San Leo".
Analoghe manifestazioni si tengono a Chieuti il 22 aprile alla vigilia della festa del Patrono San Giorgio, ad Ururi il 3 maggio in onore del SS Legno Della Croce e a Portocannone ogni lunedì di Pentecoste in onore della Beata Vergine di Costantinopoli.

## Storia
La leggenda racconta che quattro ricchi nobili, il conte di San Martino, il barone di Chieuti, il duca di Larino ed il marchese di Ramitelli (frazione di Campomarino), nel corso di una battuta di caccia si fermarono ad una sorgente per bere. Lasciarono i cavalli legati ad una quercia e archi e frecce su un enorme masso. Uno dei cavalli avrebbe spostato il masso mentre bevevano e sotto di esso rinvennero al loro ritorno il corpo di un monaco con un medaglione su cui era impresso un leone.
Il corpo del monaco benedettino avrebbe fatto miracoli e i nobili si contesero le reliquie. Per mettere fine alla lite si decise di mettere il corpo su un carro che fosse trainato da coppie di buoi che sarebbero state cambiate dopo un tratto prestabilito. Il corpo sarebbe rimasto nel territorio del nobile dove il carro si sarebbe fermato. Il carro si sarebbe fermato nel territorio di San Martino, proprio nel luogo in cui sorge la chiesa del paese, luogo in cui ancora oggi sono conservate le reliquie.

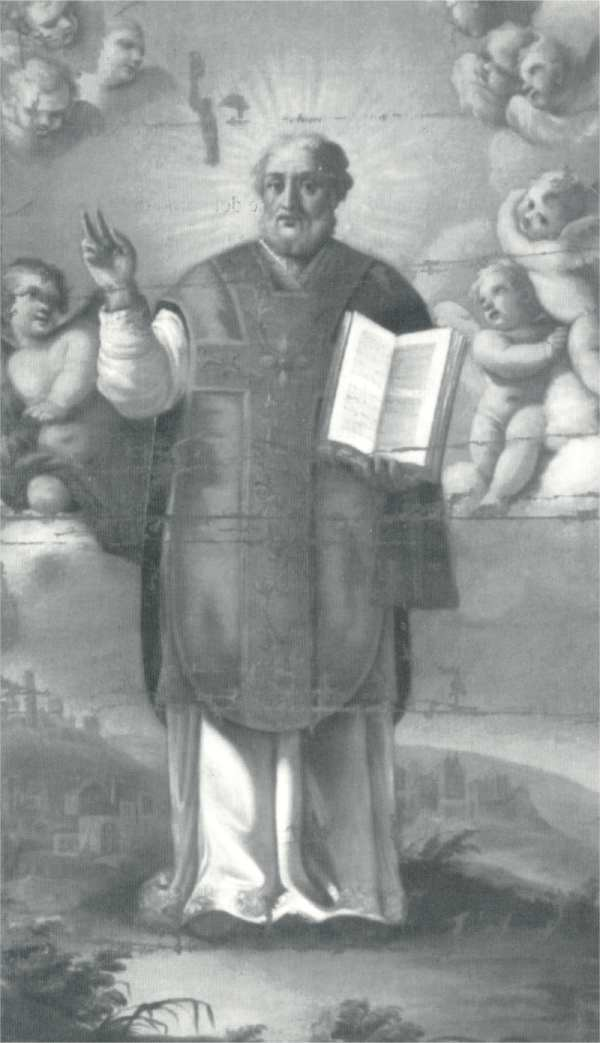
San Leone confessore, P. Aulicino, 1768, olio su tela, chiesa di San Pietro apostolo a San Martino in Pensilis

Il monaco, di cui non si sapeva il nome, sarebbe stato proclamato santo e canonizzato come san Leo.
Le reliquie furono oggetto di pellegrinaggi, che si svolgevano su carri trainati da buoi. Con il tempo tra i pellegrini si diffuse l'uso di gareggiare a chi arrivasse primo alla chiesa dove erano conservati i resti del santo e si organizzarono quindi vere e proprie gare, con la partenza dal luogo del ritrovamento e l'arrivo alla chiesa e prevedendo il cambio dei buoi come nel percorso originale.

## Svolgimento
La corsa si svolge ogni anno il 30 Aprile: i carri affrontano un percorso di poco più di 9 km, che prevede un cambio dei buoi a metà percorso (zona Tratturo) e che termina una volta superato l'arco che porta alla Chiesa di San Martino in Pensilis: il carro vincitore è quello che per primo attraversa l'arco. L'ordine finale con i restanti carri viene sempre determinato in base all'ordine con i quali quest'ultimi giungono davanti alla Chiesa del paese e rappresenta anche l'ordine di partenza per l'anno successivo. 

## Carri partecipanti
Inizialmente il nome dei carri era quello delle famiglie a cui appartenevano mentre ora i nomi sono regolati dallo statuto della gara e hanno assunto ormai una valenza storica nella quale si riconoscono gli abitanti di San Martino in Pensilis: dal 2007, seppur con qualche eccezione, i carri partecipanti sono tre: Giovanotti, Giovani e Giovanissimi.

## Albo della corsa dal 1911
| Anno | 1º classificato         | 2º classificato           | 3º classificato         |
| ---- | ----------------------- | ------------------------- | ----------------------- |
| 1911 | Giovani                 | Veloce                    | Bevilacqua              |
| 1912 | Bevilacqua              | Giovani                   |                         |
| 1913 | Bevilacqua              | Giovani                   | Testanera               |
| 1914 | Bevilacqua              | Giovani                   |                         |
| 1915 | Giovani                 | Bevilacqua                |                         |
| 1916 | Giovani                 | Bevilacqua                |                         |
| 1917 | Bevilacqua              | Giovani                   |                         |
| 1918 | Giovani                 |                           |                         |
| 1919 | Bevilacqua              | Giovanotti                | Giovani                 |
| 1920 | Bevilacqua              | Giovani                   | Giovanotti              |
| 1921 | Giovanotti              | Giovani                   |                         |
| 1922 | Giovanotti              | Giovani                   |                         |
| 1923 | Giovani                 | Giovanotti                |                         |
| 1924 | Giovani                 | Giovanotti                |                         |
| 1925 | Giovanotti              | Giovani                   |                         |
| 1926 | Giovanotti              | Giovani                   |                         |
| 1927 | Giovanotti              | Cittadella                | Giovani                 |
| 1928 | Giovani                 | Cittadella                |                         |
| 1929 | Giovani                 | Cittadella                | Giovanotti              |
| 1930 | Giovani                 | Giovanotti                | Cittadella              |
| 1931 | Giovani                 | Giovanotti                | Cittadella              |
| 1932 | Giovani                 | Giovanotti                | Cittadella              |
| 1933 | Giovani                 | Giovanotti                | Cittadella              |
| 1934 | Giovanotti              | Giovani                   | Cittadella              |
| 1935 | Giovani                 | Giovanotti                | Cittadella              |
| 1936 | Giovani                 | Giovanotti                | Cittadella              |
| 1937 | Cittadella              |                           |                         |
| 1938 | Cittadella              | Giovanotti                | Giovani                 |
| 1939 | Giovanotti              | Giovani                   | Cittadella              |
| 1940 | Giovanotti              | Giovani                   | Cittadella              |
| 1941 | Giovani                 | Giovanotti                |                         |
| 1942 | Risultato non omologato | Risultato non omologato   | Risultato non omologato |
| 1943 | Giovanotti              | Giovani                   | Cittadella              |
| 1944 | Giovanotti              | Giovani                   | Cittadella              |
| 1945 | Giovanotti              | Giovani                   | Cittadella              |
| 1946 | Giovanotti              | Giovani                   | Cittadella              |
| 1947 | Giovanotti              | Giovani                   | Cittadella              |
| 1948 | Giovanotti              | Giovani                   | Cittadella              |
| 1949 | Giovanotti              | Giovani                   | Cittadella              |
| 1950 | Giovanotti              | Giovani                   | Cittadella              |
| 1951 | Giovanotti              | Cittadella                | Giovanotti              |
| 1952 | Giovanotti              | Giovani                   | Cittadella              |
| 1953 | Giovani                 | Giovanotti                | Cittadella              |
| 1954 | Giovanotti              | Giovani                   | Cittadella              |
| 1955 | Giovanotti              | Cittadella                | Giovani                 |
| 1956 | Giovanotti              | Cittadella                | Giovani                 |
| 1957 | Giovani                 | Cittadella                | Giovanotti              |
| 1958 | Giovani                 | Cittadella                | Giovanotti              |
| 1959 | Giovanotti              | Giovani                   |                         |
| 1960 | Giovani                 | Giovanotti                |                         |
| 1961 | Giovani                 | Giovanotti                |                         |
| 1962 | Giovani                 | Giovanotti                |                         |
| 1963 | Giovanotti              | Giovani                   |                         |
| 1964 | Giovani                 | Giovanotti                |                         |
| 1965 | Giovanotti              | Giovani                   |                         |
| 1966 | Giovani                 | Giovanotti                |                         |
| 1967 | Giovani                 | Giovanotti                |                         |
| 1968 | Giovani                 | Giovanotti                |                         |
| 1969 | Giovani                 | Giovanotti                |                         |
| 1970 | Giovani                 |                           |                         |
| 1971 | Giovani                 | Giovanotti                |                         |
| 1972 | Giovanotti              | Giovani                   |                         |
| 1973 | Giovani                 | Giovanotti                |                         |
| 1974 | Giovanotti              | Giovani                   |                         |
| 1975 | Risultato non omologato | Risultato non omologato   | Risultato non omologato |
| 1976 | Corsa non disputata     | Corsa non disputata       | Corsa non disputata     |
| 1977 | Giovani                 | Giovanotti                |                         |
| 1978 | Giovanotti              | Giovani                   |                         |
| 1979 | Giovani                 | Giovanotti                | Cittadella              |
| 1980 | Giovanotti              | Giovani                   | Cittadella              |
| 1981 | Giovani                 | Cittadella                | Giovanotti              |
| 1982 | Giovani                 | Giovanotti                | Cittadella              |
| 1983 | Giovani                 | Cittadella                | Giovanotti              |
| 1984 | Giovani                 | Giovanotti                | Cittadella              |
| 1985 | Giovanotti              | Giovani                   |                         |
| 1986 | Giovani                 | Giovanotti                |                         |
| 1987 | Giovani                 | Giovanotti                |                         |
| 1988 | Giovani                 | Giovanotti                | Giovanotti "O"          |
| 1989 | Giovanotti              | Giovani                   | Giovanotti "O"          |
| 1990 | Giovanotti              | Giovani                   |                         |
| 1991 | Giovani                 | Giovanotti                |                         |
| 1992 | Giovani                 | Giovanotti                |                         |
| 1993 | Risultato non omologato | Risultato non omologato   | Risultato non omologato |
| 1994 | Risultato non omologato | Risultato non omologato   | Risultato non omologato |
| 1995 | Giovanotti              | Giovani                   |                         |
| 1996 | Giovanotti              | Giovani                   |                         |
| 1997 | Giovanotti              | Giovani                   |                         |
| 1998 | Giovanotti              | Giovani                   |                         |
| 1999 | Giovani                 | Giovanotti                |                         |
| 2000 | Giovanotti              | Giovani                   |                         |
| 2001 | Giovanotti              | Giovani                   |                         |
| 2002 | Giovanotti              | Giovani                   |                         |
| 2003 | Giovani                 | Giovanotti                |                         |
| 2004 | Giovani                 | Giovanotti                |                         |
| 2005 | Giovanotti              | Giovani                   |                         |
| 2006 | Giovanotti              | Giovani                   |                         |
| 2007 | Giovanotti              | Giovani                   | Giovanissimi            |
| 2008 | Giovanotti              | Giovani                   | Giovanissimi            |
| 2009 | Giovanotti              | Giovani                   | Giovanissimi            |
| 2010 | Giovani                 | Giovanissimi              | Giovanotti              |
| 2011 | Giovani                 | Giovanotti                | Giovanissimi            |
| 2012 | Giovanotti              | Giovani                   | Giovanissimi            |
| 2013 | Giovanotti              | Giovani                   | Giovanissimi            |
| 2014 | Giovanotti              | Giovani                   | Giovanissimi            |
| 2015 | Corsa non disputata     | Corsa non disputata       | Corsa non disputata     |
| 2016 | Giovanotti              | Giovani                   |                         |
| 2017 | Giovanotti              | Giovani                   | Giovanissimi            |
| 2018 | Corsa non disputata     | Corsa non disputata       | Corsa non disputata     |
| 2019 | Giovanotti              | Giovani                   | Giovanissimi            |
| 2020 | Corsa non disputata     | Corsa non disputata       | Corsa non disputata     |
| 2021 | Corsa non disputata     | Corsa non disputata       | Corsa non disputata     |
| 2022 | Giovanotti              | Giovani                   | Giovanissimi            |
| 2023 | Giovanotti              | Giovani                   | Giovanissimi            |
| 2024 | Giovani                 | Giovanotti                | Giovanissimi            |
| 2025 | Giovani                 | Giovanotti (squalificati) |                         |

## Avvenimenti particolari
- Nel 1913 il carro di Testanera si ritira a causa di incidenti.
- Nel 1918 il carro di Bevilacqua fu squalificato a causa di una partenza nel punto non corretto.
- Nel 1928 il carro dei Giovanotti si ritirò dalla gara.
- Nel 1937 il carro dei Giovani venne squalificato per mancanza del carro all'arrivo mentre il carro dei Giovanotti venne squalificato per aver disturbato un carro avversario con l'uso di "botti artificiali".
- Nel 1941 e 1942 il carro della Cittadella non gareggiò.
- Nel 1942, sia i "Giovani" che i "Giovanotti" vennero squalificati: il carro dei Giovani per partenza anticipata mentre il carro dei Giovanotti per aver usato la spinta di un cavallo.
- Nel 1944 la partenza fu spostata per la presenza di truppe americane e inglesi sul territorio.
- Nel 1970 la manifestazione fu pesantemente condizionata dalla pioggia e questo portò il carro dei Giovanotti a non partecipare alla Corsa.
- Nel 1975 il risultato non venne omologato a causa di disordini all'arrivo.
- Nel 1976 la gara non si è svolta ma sia il carro dei Giovani che quello dei Giovanotti ha corso in maniera separata e indipendente.
- Nel 1977, a causa dei due anni precedenti senza un verdetto finale, l'ordine di partenza iniziale venne sorteggiato.
- Nel 1993 il risultato non venne omologato a causa della partenza anticipata di entrambi i carri.
- Nel 1994, a causa dell'assassinio dell'allora sindaco di San Martino Carmine Troilo, la gara fu disputata in modalità pro-forma, senza omologazione del risultato.
- Nel 2007 il carro dei Giovanissimi, secondo all'arrivo, venne successivamente squalificato (e quindi retrocesso al terzo posto) per la presenza di un fante nato a San Martino ma allora residente a Milano.
- Nel 2015 la Corsa non si è svolta a causa di presunti maltrattamenti agli animali, suscitando scalpore e scandalo nei paesi interessati.
- Nel 2016 il carro dei Giovanissimi, non essendo riuscito a presentare tutta la documentazione richiesta, non ha partecipato alla Corsa.
- Nel 2017 la Corsa venne svolta solo su metà percorso (dalla partenza al Tratturo, dove abitualmente avviene il cambio dei buoi) e quindi non ci fu il tradizionale arrivo in paese davanti alla Chiesa di San Martino in Pensilis.
- Nel 2018 la Corsa fu bloccata dalla Prefettura di Campobasso, la quale ritenne inefficaci le misure previste per il corretto svolgimento della competizione.
- Nel 2020 e nel 2021 la Corsa non fu disputata a causa della pandemia di COVID-19.
- Nel 2025 il Carro dei Giovanotti, primo all'arrivo, è stato successivamente squalificato, mentre il carro dei Giovanissimi non ha partecipato alla Corsa.